# Manuel Barrio Ayuso
Manuel Barrio Ayuso (Casarejos, 1788-Murcia, 23 de julio de 1850) fue un político español.

## Biografía
Ministro de Gracia y Justicia en 1836 en el gabinete de Francisco Javier de Istúriz, 
diputado por Soria entre 1836 y 1843, presidente del congreso dos veces entre enero y julio de 1838
, 
senador por Soria en 1844 y vitalicio en 1845.